# Onismor Bhasera
Onismor Bhasera, né le 7 janvier 1986 à Mutare au Zimbabwe, est un footballeur international zimbabwéen, qui évolue au poste de défenseur. 

## Biographie

### Les débuts en Afrique
Onismor Bhasera commence sa carrière en deuxième division zimbabwéenne au Harare United. Ses performances avec l'équipe l'on amené à l'attention du club sud-africain du Tembisa Classic et rejoint pour la saison 2004-05, avec son coéquipier Edward Sadomba. Il dispute 14 rencontre en First Division, et le club est promu en Premier Soccer League.
Le club du Tembisa Classic et les contrats de ses joueurs ont été achetés par le club du Maritzburg United. Sa première saison en première est avérée très productive, il a joué 27 matchs de championnat, et le club termine 14e. La saison suivante, il a joué 26 matchs de championnat, et marque son premier but en championnat le 27 avril 2007 lors d'un match contre le Moroka Swallows. À la fin de la saison, le club est relégué en deuxième division.
En juillet 2007, il rejoint les Kaizer Chiefs, l'un des clubs les plus importants du pays. Le 31 octobre 2007, contre le Free State Stars, il marque son premier but en championnat avec les Kaizer Chiefs lors d'une victoire de 3-0.

### Conflit de contrat
Il part en Angleterre durant l'été 2009 pour rejoindre la formation de Portsmouth FC, comme joueur libre. Il a impressionné le club pour lui offrir un contrat en août 2009, et il a eu avec succès le permis de travail, avant que les Kaizer Chiefs affirme qu'il lui reste un an de contrat. Portsmouth a nié que le retard dans la signature du joueur était parce qu'ils ne pouvaient pas se permettre de payer des frais de transfert, plutôt qu'ils ne voulaient pas payer les 300,000£, la somme demandée par le club sud-africain. Les Kaizer Chiefs ont répondu en disant que la seule raison pour laquelle le transfert n'a pas été signé parce que Portsmouth a des problèmes financiers.
Quelques semaines plus tard, il semble qu'il rejoint les Queens Park Rangers, et est invité par Paul Hart, l'ancien entraîneur de Portsmouth qui a tenté de le faire signer plus tôt dans la saison. La saga de transfert a ensuite pris une autre tournure, Sheffield Wednesday est entré dans la course pour sa signature. En janvier 2010, les Hiboux sont prêts à payer les frais de transfert aux Kaizer Chiefs, mais durant l'examen médical, ils ont trouvé un problème sur un de ses genoux. En février 2010, Il s'entraîne avec la formation de Plymouth Argyle après que la FIFA a dit qu'il est un joueur libre, et le droit de rejoindre un club en dehors de la fenêtre des transferts. En mars 2010, il reçoit son permis de travail, et obtient son visa pour travailler au Royaume-Uni.

### Départ à Plymouth
Le 12 mars 2010, il signe un contrat de trois ans avec Plymouth. L'entraîneur, Paul Mariner, a fait plein d'éloges pour sa nouvelle recrute. Il a fait ses débuts avec le club le 30 mars 2010, il dispute les 90 minutes contre Barnsley FC, étant arrivé depuis seulement douze heures d'Afrique du Sud.
Avec l'arrivée de Peter Reid comme nouvel entraîneur du club, il a déplacé Bhasera dans une position plus avancée et il a commencé la saison 2010-11 sur le côté gauche du milieu de terrain. Il signe un nouveau contrat en août 2010, ce qui le lie au club jusqu'à l'été 2013. Il marque son premier but lors d'une victoire de 3-1 contre Milton Keynes Dons. Ces performances au cours de la saison 2012-13, il est élu meilleur joueur de l'année par les supporters du club. L'entraîneur John Sheridan, a proposé une prolongation de contrat à la fin de la saison, mais il n'a reçu aucune offre de Plymouth à la fin du mois. 

### Retour en Afrique du Sud
Le 12 août 2013, il signe un contrat de trois ans avec le Bidvest Wits, et fait son retour en Premier Soccer League. 
Puis le 1er juillet 2016, libre de tout contrat, il rejoint le Supersport United.

### Carrière internationale
Onismor Bhasera compte 28 sélections avec l'équipe du Zimbabwe depuis 2006. 
Il est convoqué pour la première fois en équipe du Zimbabwe par le sélectionneur national Charles Mhlauri, pour un match amical contre la Malawi le 24 juin 2006.